# 彭赞斯站
彭赞斯站（英語：Penzance railway station）是位於英國英格蘭康沃爾郡彭赞斯的火車站，啟用於1852年。該站是英國最南端的火車站，並為英格蘭最西端的火車站。